# Laurentia (continente)

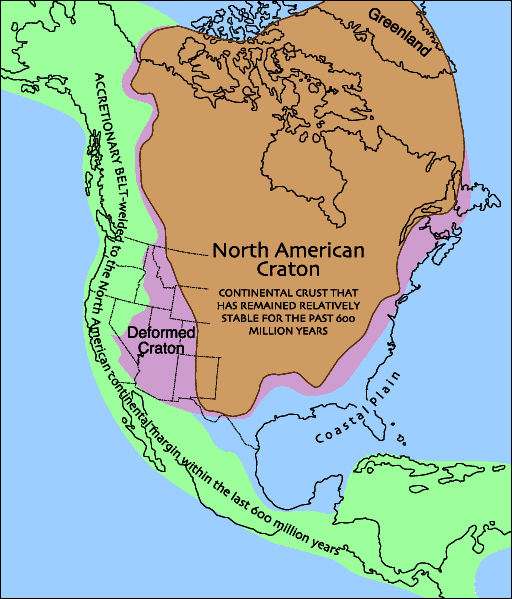
Laurentia, el cratón de Norteamérica.

Laurencia o Laurentia es un paleocontinente que en la actualidad forma parte del cratón de Norteamérica. Laurencia debe su existencia a una red de cinturones orogénicos de la era paleoproterozoica. Se le unieron microcontinentes e islas oceánicas hasta formar el cratón estable que vemos hoy.
- Datos: Q858071
- Multimedia: North American Craton / Q858071